# Patrick (film, 1978)
Pour les articles homonymes, voir Patrick.
Pour plus de détails, voir Fiche technique et Distribution.
Patrick est un film australien réalisé par Richard Franklin et sorti en 1978. Il a fait l'objet d'un remake en 2013.

## Synopsis
Une jeune infirmière, du nom de Kathy Jacquard, est engagée dans un établissement privé australien. Là se trouve un jeune malade de 24 ans dans le coma depuis plusieurs années, Patrick. Malgré son état, personne n'a osé le débrancher, bien que tous y aient déjà pensé. Fascinée par son cas, Kathy se rend compte avec le temps que Patrick a perdu ses 5 sens, mais en a développé un, beaucoup plus mystérieux et redoutable. Il peut altérer le cours des choses, allongé dans son lit, ce qui multiplie les événements étranges et provoque une certaine panique à la clinique.

## Fiche technique
- Titre original et français : Patrick
- Réalisation : Richard Franklin
- Scénario : Everett De Roche
- Musique : Brian May
- Décors : Leslie Binns
- Costumes : Kevin Regan
- Photographie : Donald McAlpine
- Montage : Edward McQueen-Mason
- Production : William Fayman, Richard Franklin et Antony I. Ginnane
- Sociétés de production : Filmways Australasian Distributors, Australian International Film Corporation, Australian Film Commission et Victorian Film Corporation
- Distribution : Filmways Australasian Distributors (Australie)
- Pays de production :  Australie
- Format : Couleurs - 35 mm - 1,85:1 - son mono
- Genre : science-fiction et horreur
- Durée : 112 minutes
- Dates de sortie : 
  - Australie : 1er octobre 1978
  - France : 9 mai 1979
- Classification :
  - France : interdit aux moins de 16 ans

## Distribution
- Robert Thompson : Patrick
- Susan Penhaligon : Kathy Jacquard
- Rod Mullinar : Ed Jacquard
- Bruce Barry (en) : le docteur Brian Wright
- Robert Helpmann : le docteur Roget
- Julia Blake (en) : l'infirmière en chef (en) Cassidy
- Helen Hemingway : l'infirmière Paula Williams
- Maria Mercedes (en) : l'infirmière Panicale
- Walter Pym : le capitaine Fraser
- Frank Wilson (en) : le sergent Grant
- Carole-Ann Aylett : la mère de Patrick
- Paul Young : l'amant de la mère de Patrick

## Distinctions
- Grand prix au Festival international du film fantastique d'Avoriaz 1979